# Janne Immonen
Janne Immonen (ur. 29 maja 1968 w Sotkamo) – fiński biegacz narciarski, zawodnik klubu Sotkamon Jymy.

## Kariera
W Pucharze Świata zadebiutował 26 listopada 1995 roku w Vuokatti, zajmując 52. miejsce w biegu na 10 km techniką klasyczną. Pierwsze pucharowe punkty zdobył jednak 13 marca 1999 roku w Falun, gdzie był szesnasty w biegu na 30 km klasykiem. Na podium zawodów tego cyklu stanął jeden raz: 10 lutego 2001 roku w Otepää, kończąc rywalizację w biegu na 10 km stylem klasycznym na trzeciej pozycji. W zawodach tych wyprzedzili go jedynie Thomas Alsgaard z Norwegii oraz Szwed Per Elofsson. Najlepsze wyniki osiągnął w sezonie 1999/2000, kiedy zajął 28. miejsce w klasyfikacji generalnej.
W 2001 roku wziął udział w mistrzostwach świata w Lahti, gdzie nie ukończył biegów na 15 km klasykiem i łączonego, a na dystansie 30 km techniką klasyczną był dziesiąty. Na tych samych mistrzostwach wraz z kolegami z reprezentacji zwyciężył w sztafecie, Finowie zostali jednak zdyskwalifikowani, po wykryciu między innymi we krwi Immonena erytropoetyny (EPO). Ponadto w 2013 roku został uznany za winnego krzywoprzysięstwa podczas procesu dwa lata wcześniej, gdy jako świadek zeznał, iż nic nie wiedział o stosowaniu dopingu w latach 90'. Został skazany na 6 miesięcy pozbawienia wolności w zawieszeniu.

## Osiągnięcia

### Mistrzostwa świata
| Miejsce | Dzień     | Rok  | Miejscowość | Konkurencja             | Czas biegu | Strata  | Zwycięzca       |
| ------- | --------- | ---- | ----------- | ----------------------- | ---------- | ------- | --------------- |
| DNF     | 15 lutego | 2001 | Lahti       | 15 km stylem klasycznym | 39:26,0    | -       | Per Elofsson    |
| DNF     | 17 lutego | 2001 | Lahti       | 2x10 km łączony         | 47:15,5    | -       | Per Elofsson    |
| 10.     | 19 lutego | 2001 | Lahti       | 30 km stylem klasycznym | 1:14:17,9  | +1:34,5 | Andrus Veerpalu |
| 1.      | 22 lutego | 2001 | Lahti       | Sztafeta 4x10 km        | 1:36:15,5  | -       | -               |

### Puchar Świata

#### Miejsca w klasyfikacji generalnej
- sezon 1998/1999: 73.
- sezon 1999/2000: 28.
- sezon 2000/2001: 50.

#### Miejsca na podium
| Nr | Dzień     | Rok  | Miejscowość | Konkurencja             | Czas biegu | Pozycja | Strata | Zwycięzca       |
| -- | --------- | ---- | ----------- | ----------------------- | ---------- | ------- | ------ | --------------- |
| 1. | 10 lutego | 2001 | Otepää      | 10 km stylem klasycznym | 24:00,4    | 3.      | +4,9   | Thomas Alsgaard |